# Mette Frederiksen
Mette Frederiksen (Aalborg, 19. studenoga 1977.) danska je političarka, a od 27. ožujka 2019. predsjednica danske Vlade. Vođa je Socijaldemokrata od 2015. godine. Druga je žena na ovoj poziciji, kao i najmlađa predsjednica Vlade u povijesti Danske.
Pored rada u sindikatu, nije imala drugih poslova izvan politike. Izabrana je u danski parlament (Folketing) za okrug Kopenhagen na izborima 2001. godine. Nakon pobjede Socijaldemokrata na izborima 2011., imenovana je ministricom rada u vladi Helle Thorning-Schmidt. Imenovana je ministricom pravde 2014. godine. Nakon što su Socijaldemokrati izgubili izbore 2015., Thorning-Schmidt odstupila je s mjesta vođe stranke, a na to mjesto došla je Mette, ujedno postajući i vođa oporbe. Frederiksen je predvodila stranku u izbore 2019., rezultirajući velikom koalicijom ljevičarskih i stranaka lijevoga centra. Frederiksen je od kraljice Margarete II. dobila odobrenje za formiranje vlade. Imenovana je predsjednicom Vlade 27. ožujka 2019. godine. U prosincu 2021. postala je žena koja je najduže na čelu Vlade u nekoj od država Europske unije. 
Dana 4. listopada 2020. njezina vlada je naredila odstrel svih nerceva u Danskoj, zbog otkrića Klastera 5, mutirane varijante virusa SARS-CoV-2, za koga je na farmama nerca na Sjevernom Jutlandu otkrivena mogućnost prelaska na ljude. Potkraj studenoga mediji su otkrili da je barem šest ministara bilo upoznato da će odstrel nerca na područjima gdje nije bilo zaraženih biti nezakonit. Radi oštrih kritika javnosti i prosvjeda Frederiksen je priznala da je naredba bila nezakonita, a ministar poljoprivrede, Mogens Jensen, podnio je ostavku. Stranka Radikalna ljevica prijetila je da će pokrenuti inicijativu za izglasavanje nepovjerenja manjinskoj vladi Frederiksen, ako ne raspiše prijevremene izbore. Dana 5. listopada 2022. Frederiksen je najavila da će se izbori održati 1. studenoga iste godine. Izbori su rezultirali najboljim rezultatom za Socijaldemokrate u proteklih 20 godina. Sama Frederiksen je dobila 60.837 glasova, najviše od svih kandidata. Dana 13. prosinca 2022. Frederiksen je objavila da je postignut dogovor o koalicijskoj vladi Socijaldemokrata, stranke Venstre i Umjerenih, a da će ona ostati premijerka. 

## Rani život i obrazovanje
Rođena je u Aalborgu, 19. studenoga 1977. godine. Njezin otac, Flemming, bio je pisar, a majka, Anette, učiteljica. Kao tinejdžerica, organizirala je kampanje za očuvanje šuma, kitova, te za ukidanje apartheida. Pohađala je Aalborghus gimnaziju. Diplomirala je administraciju i društvene znanosti na Sveučilištu Aalborg, te magistrirala afričke studije na Sveučilištu u Kopenhagenu.

## Politička karijera

### Članica Folketinga
Frederiksen je radila kao savjetnica za mlade za LO, dansku konfederaciju sindikata. Izabrana je za zastupnicu okruga Kopenhagen na općim izborima 2001. godine, na kojima su Socijaldemokrati izgubili i zauzeli drugo mjesto po prvi put od 1920. godine. Nakon njenog izbora, Frederiksen je imenovana za glasnogovornicu stranke za kulturu, medije i spolnu ravnopravnost. Godine 2002. dobila je nagradu Nina Bang za pokazivanje političke hrabrosti, entuzijazma i utjecaja na društvo. Osim toga, dobila je nagradu Ting 2012. godine i koautorica je knjiga "Epostler" (2003.) i "From Fight to Culture" (2004.). Nakon poraza na općim izborima 2005., Frederiksen je postala glasnogovornica stranke za socijalna pitanja. Nakon izbora, bila je i potpredsjednica Zastupničkog kluba Socijaldemokrata. Na općim izborima 2007. godine, na kojima su Socijaldemokrati izgubili još dva mjesta, Frederiksen je dobila 27.077 glasova, stavljajući je na sedmo mjesto političara sa najviše glasova.
Nakon općih izbora 2011., koji su doveli do vlade Socijaldemokrata, Frederiksen je služila pod premijerkom Helle Thorning-Schmidt kao ministrica rada od 2011. do 2014. i ministrica pravde od 2014., dok ju nije naslijedila kao čelnica stranke. Kao ministrica rada, vodila je reformu prijevremenih mirovina, fleksibilnih poslova i sustava zapošljavanja. Isto tako, vodila je kontroverznu reformu novčane pomoći koja je značila, između ostalog, niže novčane naknade za mlade koji su nezaposleni.

### Vođa Socijaldemokrata
Pod Frederiksenim vodstvom, počevši nakon općih izbora 2015. na kojima su se Socijaldemokrati vratili na prvo mjesto i dobili tri mjesta u Folketingu, stranka se vratila ulijevo po ekonomskim pitanjima dok je zauzela konzervativniji stav o imigraciji.

## Predsjednica Vlade

### Izbori 2019.
Na općim izborima 2019. Socijaldemokrati su dobili nova mjesta, dok je potpora Danskoj narodnoj stranci i Liberalnom savezu pala, što je Larsa Løkkea Rasmussena koštalo njegove većine. S rezultatom bez sumnje u izbornoj noći, Rasmussen je priznao poraz. Frederiksen je imenovana predsjednicom Vlade 27. lipnja 2019., na čelu isključivo socijaldemokratske manjinske vlade. Unatoč tome što se tijekom izbora natjecala s antiimigracijskim stavom, Frederiksen je nakratko promijenila svoj stav o imigraciji dopuštajući više strane radne snage i poništavajući vladine planove da drži strane kriminalce dalje od obale nakon njezine pobjede.

### Vanjska politika
Frederiksen je privukla međunarodnu pozornost u kolovozu 2019. kada je predsjednik Sjedinjenih Država Donald Trump otkazao državni posjet Danskoj nakon njezina odbijanja da proda Grenland, autonomni teritorij Kraljevine Danske. Dana 15. kolovoza 2019., The Wall Street Journal izvijestio je da je Trump razgovarao o mogućnosti kupnje Grenlanda sa suradnicima. Kim Kielsen, premijer Grenlanda, odgovorio je rekavši da Grenland nije na prodaju. 18. kolovoza, nakon što je glasinu potvrdila Bijela kuća, Frederiksen je ponovila Kielsenovu izjavu, rekavši da "Grenland nije danski. Grenland pripada Grenlandu", te je raspravu nazvala "apsurdnom". Trump je 20. kolovoza otkazao državni posjet, zakazan za 2. rujna, s posebnim osvrtom na Frederiksino odbijanje da razgovara o mogućoj prodaji.
Dana 3. siječnja 2020. Sjedinjene Države ubile su iranskog generala Qasema Soleimanija u atentatu, što je znatno povećalo postojeće napetosti između dviju zemalja. Frederiksen je to nazvala "stvarno ozbiljnom situacijom". Izbjegla je pitanje je li ubojstvo bilo ispravno, umjesto toga pozvala je na deeskalaciju. Frederiksen je 2020. godine označena kao "naj euroskeptičnija premijerka Danske u dugo vremena", jer je često kritizirala odgovor EU-a na pandemiju COVID-19 i njihov program cjepiva.

### COVID-19
Frederiksen je predvodila odgovor danske vlade na pandemiju COVID-19 u Danskoj. Godine 2020. izdala je naredbu uzgajivačima nerca da ubiju milijune ovih životinja nakon pandemije COVID-19; kasnije se pokazalo da je ova odluka neustavna. Do 2021. udružila je snage s austrijskim kancelarom Sebastianom Kurzom i izraelskim premijerom Benjaminom Netanyahuom u uspostavljanju zajedničkog fonda za istraživanje i razvoj, a možda i proizvodnih pogona za cjepiva protiv COVID-19, kako bi osigurala da imaju dugoročne zalihe za dopunske injekcije.

## Političke pozicije

### Društvena politika
Frederiksen je izrazila želju da bude "premijerka djece", a 2021. predstavila je plan, nazvan "Zakon o djeci", kako bi djecu stavila na prvo mjesto u socijalnim slučajevima, uključujući davanje općinama više sredstava za oduzimanje djece od nasilnih roditelja i davanje više prava djeci u brakorazvodnim slučajevima. Godine 2020. sklopila je ugovor i sa Socijalističkom narodnom strankom, Crveno-zelenim savezom i Danskom narodnom strankom, kako bi ljudima koji su dugo radili dala mogućnost prijevremenog umirovljenja. To je također bilo jedno od Frederiksenih glavnih obećanja tijekom predizborne kampanje 2019. godine.
Frederiksen je glasni protivnik prostitucije jer je smatra nasiljem nad ženama. Dugi niz godina snažno se zalagala za zabranu "kupnje seksa", kao u Švedskoj, Norveškoj i Islandu. Godine 2002. otvorila je raspravu o ukidanju prostitucije, a stajala je i iza odluke Kongresa iz 2009. da će socijaldemokrati "zaraditi na zabrani kupnje seksualnih činova", rekavši da je prostitucija nanijela štetu mentalnom zdravlju prostitutki.

### Imigracija
Frederiksen je postajala skeptična prema liberalnoj masovnoj imigraciji, jer vjeruje da je imala negativne učinke na veći dio stanovništva. U biografiji, Frederiksen je izjavila: "Za mene postaje sve jasnije da cijenu neregulirane globalizacije, masovne imigracije i slobodnog kretanja radne snage plaćaju niže klase". Pod Frederiksen, Socijaldemokrati su glasali za zakon koji dopušta danskim vlastima da zaplijene novac, nakit i druge vrijedne predmete od izbjeglica koje prelaze granicu. Nacrt je dobio oštru osudu Vijeća Ujedinjenih naroda za ljudska prava, i usporedbe s tretmanom Židova u Europi koju su okupirali nacisti. Socijaldemokrati su glasali za zakon o zabrani nošenja burki i nikaba, dok su bili suzdržani tijekom glasanja o zakonu o obaveznom rukovanju, neovisno o vjerskom opredjeljenju na ceremonijama građanstva i o planu smještaja tražitelja azila kriminalaca na otoku bez mosta na kojem bi morali ostati noću. Frederiksen je također podržala desničarsku populističku Dansku narodnu stranku u njihovom nastojanju da promijeni paradigmu kako bi repatrijacija, a ne integracija, bio cilj politike azila. Pozvala je na ograničenje broja ne-zapadnih imigranata, protjerivanje tražitelja azila u prihvatni centar u Sjevernoj Africi i prisilni rad 37 sati tjedno za imigrante u zamjenu za benefite.
Frederiksen je islam nazvala "preprekom za integraciju", tvrdeći da neki muslimani "ne poštuju danski pravosudni sustav", te da neke muslimanke odbijaju raditi iz vjerskih razloga i da su muslimanske djevojke podvrgnute "masivnoj društvenoj kontroli", i pozvala je na zatvaranje muslimanskih škola.
U travnju 2021. Frederiksen je najavila da će Danskoj "krajnji cilj" od sada biti "nula spontanih tražitelja azila". Danski ministar integracije Mattias Tesfaye dodao je kako u tom cilju "neće biti iznimki". Glavna tajnica Danskog vijeća za izbjeglice Charlotte Slente nazvala je taj potez "neodgovornim". Danska je država naknadno obustavila obnavljanje privremenih boravišnih dozvola za oko 189 sirijskih izbjeglica, tvrdeći da se "sada sigurno mogu vratiti u Siriju". Unatoč tome što su usvojile nove migracijske politike od ranijih socijaldemokratskih vlada, ona i njezina vlada također su uvele nekoliko relaksacija danske politike useljavanja. Iako su Mette Frederiksen i njezina vlada protiv ideje o spontanim tražiteljima azila, oni su veliki pobornici sustava kvota za izbjeglice UN-a i ponovno su uveli sudjelovanje Danske u tom sustavu.

### Klimatske promjene
Frederiksenina vlada objavljena je u međunarodnim vijestima sporazumom o smanjenju teritorijalnih emisija Danske za 70 % u 2030. u usporedbi s 1990., odlukom da zaustavi istraživanje nafte i plina nakon 2050. Frederiksen je javno rekla: "Bila sam socijaldemokrat prije nego što sam postala zelena. A kad se ujutro probudim, još uvijek sam socijaldemokrat prije nego zelena." Više od godinu dana nakon postavljanja ambicioznog cilja smanjenja za desetljeće, u ožujku 2021. nema konkretnih planova za rješavanje preostale dvije trećine potrebnih smanjenja kako bi se postigao danski cilj za 2030. Zelene nevladine organizacije uglavnom su negativno gledale na mandat Frederikseninog ministra klime Dana Jørgensena 2020. godine. Frederiksenina vlada opisala je svoju strategiju klimatskih djelovanja kao model "hokejaške palice". To znači da planira čekati nove tehnologije i pad troškova i tako postići većinu smanjenja tek na kraju desetljeća – ovu strategiju druge političke stranke opisuju kao san "Bjørna Lomborga".

## Osobni život
Frederiksen ima dvoje djece iz prvog braka. Dana 15. srpnja 2020. udala se za Bo Tengberga, filmskog redatelja, na otoku Møn.